# Pinzona coriacea
Pinzona es un género monotípico de plantas  perteneciente a la familia Dilleniaceae. Su única especie es Pinzona coriacea, que recibe el nombre común de bejuco de agua en las Antillas, Panamá, Colombia y Venezuela.

## Descripción
Son lianas pequeñas a grandes, con ramas glabras a estrigulosas; plantas hermafroditas. Hojas ovado-suborbiculares a obovadas, de 7–16 cm de largo y 6–10.5 cm de ancho, redondas o cortamente acuminadas en el ápice, ampliamente atenuadas a redondeadas en la base, decurrentes en el pecíolo, márgenes enteros o muy raramente aserrados, con 7–10 pares de nervios laterales, lisas, estrigulosas a lo largo de los nervios en el envés, coriáceas, no ásperas; pecíolos alados, 1.5–2.5 cm de largo. Inflorescencias paniculadas, axilares, 3–5 cm de largo, estrigulosas; flores ca 0.5 cm de ancho; sépalos 3–4, subiguales, 3–5 mm de largo, glabros; pétalos 3, obovados, 4–5 mm de largo, blancos a cremas; estambres 25–30, más largos que los sépalos; carpelos 2, 1-loculares, estilos 2, 1–2 mm de largo, estigma peltado. Frutos dídimos, de 5 mm de largo y 8 mm de ancho, los lóculos subglobosos, connados arriba, lisos y glabros; semillas (1–) 2 por carpelo, ca 3 mm de diámetro, lisas, negras, arilo anaranjado.

## Distribución y hábitat
Es una especie rara que se encuentra en la pluvioselva, en la costa atlántica; a una altitud de 0–400 m; fl mar;, desde  Belice a Brasil, La Española, Puerto Rico, Guadalupe y Trinidad.

## Taxonomía
Pinzona coriacea fue descrita por Mart. & Zucc. y publicado en Abhandlungen der Mathematisch-Physikalischen Classe der Königlich Bayerischen Akademie der Wissenschaften 1: 371. 1832.
Sinonimia
- Doliocarpus belizensis Lundell
- Doliocarpus coriaceus (Mart. & Zucc.) Gilg
- Doliocarpus nicaraguensis Standl.
- Pinzona calineoides Eichler